# Greg Howe
Greg Howe (Easton, 8 dicembre 1963) è un chitarrista statunitense.

## Biografia
Nato a Easton (Pennsylvania), Greg inizia a suonare la chitarra all'età di 10 anni e, dopo aver scoperto Eddie Van Halen durante la sua adolescenza, si appassiona molto allo strumento. Oltre a Van Halen, il suo stile musicale è influenzato perlopiù da Scott Henderson, Allan Holdsworth, guitar hero degli anni settanta e anni ottanta, Brett Garsed ed Andy Timmons per i tempi moderni. Successivamente, si esibisce nei club con il suo gruppo, ove milita anche il fratello Al alla voce. Nel 1988, invia una demo al produttore Mike Varney della Shrapnel Records, etichetta che lanciò altri noti chitarristi come Marty Friedman, Jason Becker, Paul Gilbert, Richie Kotzen, Tony MacAlpine e Vinnie Moore.
Dopo averlo ascoltato, Varney gli permette di incidere un disco per la sua casa discografica, l'omonimo Greg Howe, con il bassista Billy Sheehan e il batterista Atma Anur. A differenza degli altri chitarristi della Shrapnel Records, che erano permeati in un sound prettamente neoclassical metal, Howe sviluppò uno stile più influenzato dal jazz e dalla fusion. Successivamente, incide altri due album con il fratello cantante Al, come High Gear nel 1990 e Now Hear This nel 1991.
Nel secondo album solista, Introspection del 1993, si cimenta in numerosi generi musicali come jazz, rock, fusion, funk e blues. Negli album seguenti suonerà un tipo di musica che si avvicinerà sempre di più alla fusion. Nella sua carriera artistica affiancherà anche Michael Jackson, durante l'HIStory World Tour del 1996 in Europa e Asia, Enrique Iglesias, nel tour del 2000 con date negli Stati Uniti e in Europa, ed altri artisti come Justin Timberlake e *N Sync. Nel 2003 pubblica il disco Extraction, con il bassista Victor Wooten e il batterista Dennis Chambers. Nel 2008 esce il suo album Sound Proof con il batterista italiano Gianluca Palmieri. Nel 2012 in un'intervista ha dichiarato la necessità di prendersi un tempo di pausa e studio, lontano dalle scene per approfondire lo studio del bouzouki con l'intento di realizzare un progetto fusion, reminiscente della grande tradizione degli anni settanta, che fonde la world music con le atmosfere jazz-rock.
Nel 2013 fonda il gruppo rock Maragold con Meghan Krauss alla voce, Kevin Vecchione al basso e Gianluca Palmieri alla batteria. Il 23 aprile dello stesso anno esce il loro album di debutto omonimo con buona accoglienza della critica.
Nel 2017 pubblica il suo nuovo album Wheelhouse.

## Discografia

### Album da solista
- 1988 - Greg Howe
- 1993 - Introspection
- 1994 - Uncertain Terms
- 1995 - Parallax
- 1996 - Five
- 1999 - Ascend
- 2000 - Hyperacuity
- 2008 - Sound Proof
- 2017 - Wheelhouse

### Con i Maragold
- 2013 - Maragold

### Collaborazioni
- 1989 - High Gear con la band Howe II
- 1990 - Now Hear This con la band Howe II
- 1995 - Tilt con Richie Kotzen
- 1997 - High Definition con Vitalij Kuprij
- 1997 - Project con Richie Kotzen
- 2001 - Gentle Hearts con Tetsuo Sakurai
- 2003 - Extraction con Victor Wooten, Dennis Chambers
- 2010 - Vital Word con Tetsuo Sakurai, Dennis Chambers
- 2013 - Maragold con Maragold band

### Apparizioni speciali
- Convergence - James Murphy
- Rhythm of Time - Jordan Rudess
- A Guitar Supreme - compilation chitarristi vari
- The Spirit Lives on - tributo a Jimi Hendrix
- Visions of an Inner Mounting Apocalypse, A Fusion Guitar Tribute - compilation chitarristi vari
- Jon Reshard – Jon Reshard